# 拡張居住モジュール
拡張居住モジュール (Habitation Extension Modules, HEM) はイギリスが提案した、国際宇宙ステーション (ISS) のトランクウィリティー（ノード3）部に増設する区画である。ブリストル大学の航空力学者、マーク・ヘンプセル (Mark Hempsell) が率いる科学技術者協会が考案した。2011年現在、このHEMはISSの公式計画ではなく、ただのコンセプト案である。
当初は公的な援助は受けていなかったが、2008年1月にイギリス政府は2011年度中の発射を目指して支援を決定した。
製造の目的は、ISS計画におけるイギリスの存在感を示すことである（現在ではイギリスはヨーロッパ宇宙機関 (ESA) を通してISSに参加しているが、有人宇宙開発への投資額はISS組み立て開始時よりもさらに低下しており、2011年現在ではほとんど存在感はなくなっている）。より明確には、2つの区画を接合して宇宙放射線を防御する100m³の空間を増設し、ISSに滞在する飛行士に公的あるいは私的な居住空間を提供することである。
2つの区画は「HEM 'C'」および「HEM 'D'」と命名されている。HEM 'C'は大きなスクリーンと中央にテーブルがある士官室のような内装になっており、地上との会議等に使用される。一方HEM 'D'は個人的な空間がさらに充実されていて、内部は0.9×2mの六つの個室に分かれており、それぞれ折りたたみ式の机や私物の収納箱などが装備されている。扉を閉めれば、着替えをするなどの個人のプライバシーは完全に守られる。
製造費は、6、7年間にかかる建造費や発射および維持管理の経費を総合して約6億ポンド（2010年5月19日現在の為替レートに換算して約788億円）と見られている。